# 手塚マキ
手塚 マキ（てづか マキ、旧名：手塚 真輝、1977年9月20日 - ）は、Smappa!Group 会長。歌舞伎町商店街振興組合常任理事。ボランティア団体「夜鳥の界」リーダー。NPO法人グリーンバード理事。JSA認定ソムリエ。埼玉県出身。血液型B型。身長180cm。愛称は"てっかまき"。妻はアーティスト集団Chim↑Pom（チン↑ポム）メンバーのエリイ。源氏名は好物の鉄火巻きにちなんだもの。

## 来歴・人物
埼玉県立川越高等学校卒業、中央大学理工学部中退。1997年から歌舞伎町のホストクラブ『スティンガー』で働き始め、入店1ヶ月でナンバーワンとなる。2003年に独立。
社会派のホストとして知られ、頼朝らとともにホストのボランティア団体『夜鳥の界』を中心となって立ち上げ、「僕たちにできること」をテーマにホスト独自の社会的貢献を目指し、定期的に歌舞伎町の街頭清掃活動を行う。
2007年11月18日『家族の日』には家族への感謝の想いを伝える手紙投稿サイト『ラフレター』を立ち上げた。
渋谷区議（現渋谷区長）のハセベケンが立ち上げた清掃ボランティア団体『グリーンバード』の歌舞伎町チームでも、中心的な役割を務める。現在はSmappa!Groupがグリーンバード歌舞伎チームの事務局となっており、ホストクラブ『SMAPPA！HANS AXEL VON FERSEN』の代表 SHUNがリーダーを務めている。
少年期から読書家だったこともあり、ホストにもっと本を読んでもらいたいという意図から、草彅洋平（東京ピストル）のプロデュース協力を得て2017年10月に、歌舞伎町唯一の書店『歌舞伎町ブックセンター』をオープン。＜LOVE＞をテーマに選書し、現役ホストが書店員として接客するスタイルが話題になった。
2018年12月、接客業で培った"おもてなし"精神を軸に歌舞伎町で介護事業をスタート。
現在は歌舞伎町にホストクラブを6店舗、バー・飲食店8店舗、美容サロン、デイサービスなど計18店舗を経営している。
新型コロナウイルス感染症の日本の流行の第１波が終わりかけていた2020年6月1日に新宿区長の吉住健一から連絡を受け、行政機関による集団検査や疫学調査に協力した。その結果、表面的には感染者が少ないはずの時期に、接客を伴う飲食店では非常に感染率が高いケースがあることが明らかとなった。これによって、第二波の端緒、および「隠れやすい」というこのウイルスの性質がいち早く明確になり、日本では多くの人命が救われ、2020年の緊急事態宣言の回数が1回で済むこととなった。2020年8月には内閣官房のYouTubeチャンネルで吉住健一と共に西村康稔新型コロナウイルス感染症対策担当大臣とコロナについて議論を行った。

## アーティストである妻エリイとの結婚式
アーティストである妻のエリイとの結婚式では8時間にもわたる新宿でのパレードを行い話題を呼んだ。また、この結婚式を一つの作品として友人の篠山紀信とレスリー・キーを撮影担当に迎え作品集として世に送り出した。

## 著書
- 『裏・読書』(2019年、ディスカヴァー・トゥエンティワン)
- 『自分をあきらめるにはまだ早い　人生で大切なことはすべて歌舞伎町で学んだ』（2009年、ディスカヴァー・トゥエンティワン）ISBN 978-4887596801
- 『ホスト万葉集』（俵万智・野口あや子・小佐野彈共著、2020年、短歌研究社）ISBN 978-4-06-520144-2

## 出演・掲載メディア
テレビ
- TBS「グッとラック！」(2019年10月)
- NOBORDER NEWS TOKYO『情熱報道ライブ「ニューズ・オプエド®」』アンカー
- NHK総合「平成万葉集」(2019年4月)
- NHK総合「ノーナレ」(2019年4月)
- NHL総合「72時間」(2018年1月)
- テレビ東京「ワールドビジネスサテライト」(2015年4月)
- NHK「ゆうどきネットワーク」（2007年12月）
- テレビ東京「トコトンハテナ」（2007年11月）
- 日本テレビ「週刊オリラジ経済白書」（2007年10月）
- 日本テレビ「うたナビ☆7」（2007年8月）
- TBS「NEWS23」（2007年3月）
- 日本テレビ「真実の日記・・・歌舞伎町の現在（ドキュメンタリー）」（2006年9月）
- TBS「2時ピタッ!」（2006年8月）
- 日本テレビ・読売テレビ「ザ・ワイド」（2006年8月）
- 日本テレビ「スッキリ!!」（2006年8月）
- フジテレビ「Dのゲキジョー 〜運命のジャッジ〜」（2005年9月）
- テレビ朝日「ロンドンハーツ」　ザ・スティンガー
- TBS「ナンバーワン」（2001年）

映画
- キトキト!（2007年、監督/吉田康弘）

ラジオ
- ラジオNIKKEI「BIZ & TECH Terminal」(2019年6月)
- TOKYO FM「HeartSharing」（2008年1月）

### 音声講義
- 『歌舞伎町〜なぜ人を魅了するのか』(2021年6月、VOOX)

書籍
- 働く人の夢（2008年、発行/いろは出版、編集/日本ドリームプロジェクト）
- 大人になるための社会科入門（2007年、発行/幻冬舎、著/乙武洋匡）
- a man （2004年、発行/サンマーク出版、著/西宮 大策）

雑誌
- BRUTUS (2019年9月)
- 月刊EXILE (2019年8月/10月)
- サイゾー (2019年6月)
- 販促会議 (2019年2月)
- 東洋経済新報社『東洋経済』（2008年11月）
- 日経BP社『日経TRENDY』（2008年5月）
- いろは出版発行『働く人の夢』（2008年4月）
- 東京スポーツ（2007年7月）
- 日経BP社『日経ビジネスアソシエ』（2007年4月、2006年11月）
- 幻冬舎『papyrus vol.7』（2006年6月）

新聞
- 日刊ゲンダイ (2019年9月)
- 読売新聞（2008年6月15日）
- 産経新聞（2008年5月）
- 朝日新聞（2008年1月、2007年4月）
- 毎日新聞（2006年6月）

WEB
- ダ・ヴィンチニュース (2019年6月)
- PRESIDENT online (2019年5月/6月)
- 新R25 (2019年5月)
- Forbes (2018年12月)
- 現代ビジネス (2018年12月)
- 朝日新聞DIGITAL　(2018年3月)
- 講談社WEBマガジン「MouRa」（2008年3月）

その他
- 三重県男女共同参画センター「フレンテみえ」(2019年2月)
- ap bank ワークショップ第４回講師（2007年11月21日-）
- フォーラム・チャリティイベント「いじめ・虐待ストップ！キャンペーン」ゲスト（児童虐待防止の市民活動団体サークル・ダルメシアン主催）
- シブヤ大学特別講師（2007年2月18日-）
- CUSTOM CULTUREファッションショー（2006年9月）